# Рушевине гробљанске цркве у селу Вуча
Рушевине гробљанске цркве у селу Вуча, насељеном месту на територији општине Лепосавић, на Косову и Метохији, представљају непокретно културно добро као споменик културе.
Рушевине гробљанске цркве налазе се на обали Вучанске реке у Вучи, највише очуване висине зидова од 1,20 метра. Приближно је квадратне основе, димензија 5,50 х 5,00 m. Зидана је од камених квадера од пешчара, који су правилно обрађени, античког порекла. Ови блокови, као и база стуба, која сада служи као постоље за свеће и часна трпеза, донети су из рушевина античког града Municipiuma DD. Цркву су изградили Срби у време турске окупације у 17. или 18. веку, а служила је као капела на гробљу.

## Основ за упис у регистар
Одлука о утврђивању остатака гробљанске цркве у Вучи за археолошко налазиште, бр. 1432 (Сл. гласник РС бр. 51 од 13. 11. 1997). Закон о културним добрима (Сл. гласник РС бр. 71/94).